# Балестр, Жан-Франсуа
Жан-Франсуа «Джефф» Балестр (фр. Jean-François «Jeff» Ballester; 1 сентября 1965, Руан — 2 декабря 2018, Ла-Шо-де-Фон, Невшатель) — французский тренер по фигурному катанию. Он известен по работе в тренерском штабе с Алёной Савченко и Бруно Массо, которые победили на Олимпиаде-2018 в парном катании и чемпионате мира 2018 года.

## Биография
Жан-Франсуа «Джефф» Балестр родился 1 сентября 1965 года во французском городе Руане. Его мать и сестра также работали тренерами по фигурному катанию.
Он умер 2 декабря 2018 года в швейцарском городе Ла-Шо-де-Фон после сердечного приступа в своем доме. Это произошло после того, как он вернулся с турнира Tallinn Trophy.

## Карьера

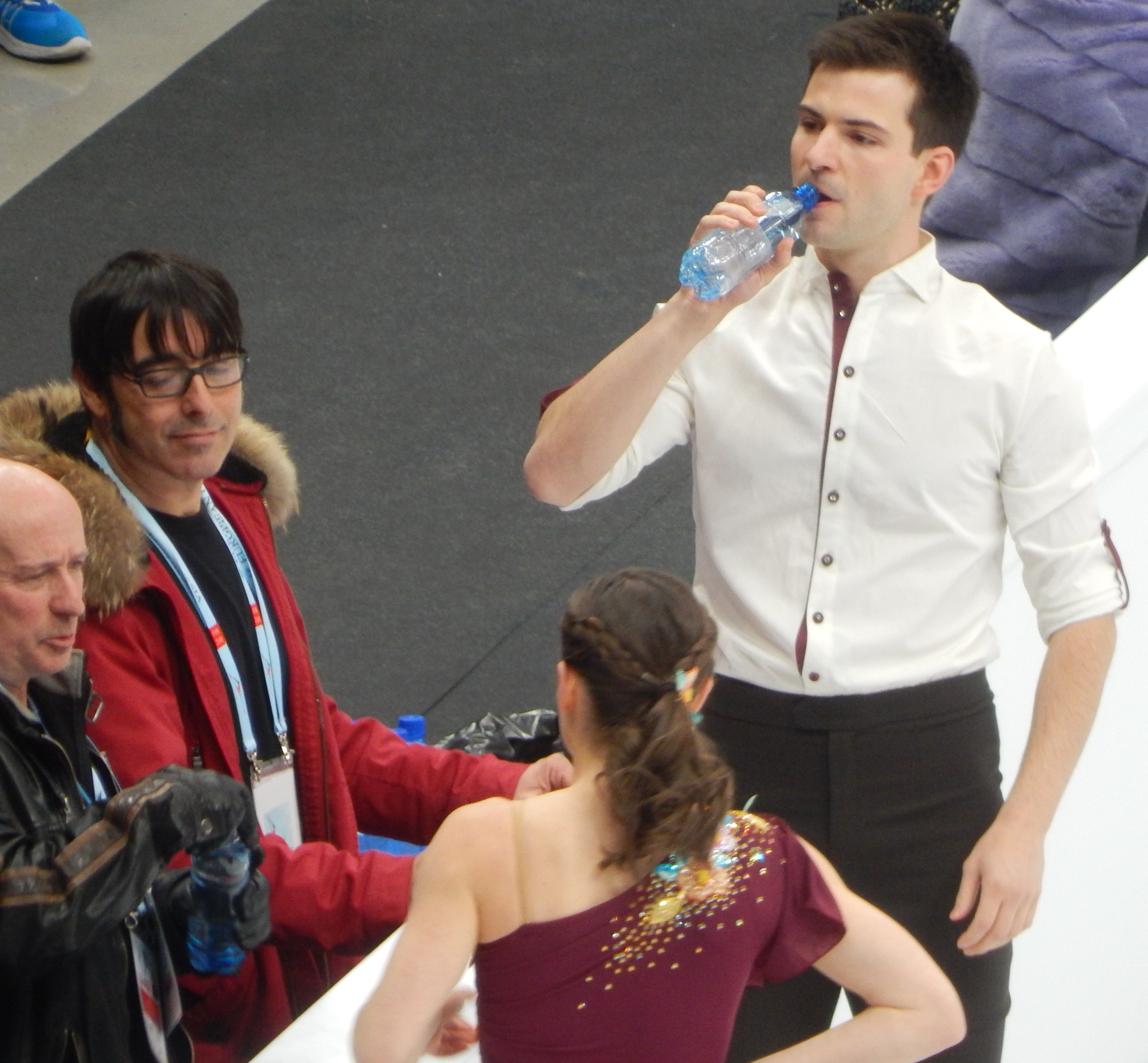
Балестр (второй слева) в качестве тренера М. Циглер и С. Кифера на чемпионате Европы в Москве (2018)

Балестр встал на коньки в пятилетнем возрасте и участвовал в соревнованиях, будучи фигуристом-парником. Баллестр завершил соревновательную карьеру в 19 лет.
После окончания карьеры, Жан-Франсуа Баллестр стал тренером. С 1994 года он работал в клубе ACSEL в Кане до 2014 года. Он также работал в швейцарских городах Ла-Шо-де-Фон и Биле, будучи тренером в местных клубах.
Балестр тренировал:
- Бруно Массо (с семилетнего возраста)[6];
- Камиль Фуше / Бруно Массо, с 2007 по 2009 годы[11];
- Дарья Попова / Бруно Массо, с 2011 по 2014 годы[12];
- Алена Савченко / Бруно Массо (чемпионы мира и олимпийские чемпионы, 2018), с 2014 по 2018 годы[13];
- Александра Гербрикова / Николас Рулет, с 2013 по 2017 годы[14];
- Юлия Щетинина / Ноа Шерер, с 2015 по 2017 годы[15];
- Юлия Щетинина / Михаил Акулов, с 2017 по 2018 годы[16];
- Кевин Эймоз, до 2016 года[17].
- Никола Тодескини, с 2017 по 2018 годы[18];
- Вальтер Виртанен, с 2017 по 2018 годы[19];
- Лорин Лекавелье, с 2017 по 2018 годы[20];
- Мириам Циглер / Северин Кифер, летом 2018 года[21]

## Оценка работы
По мнению СМИ, Жан-Франсуа Балестр во многом помог добиться успехов Бруно Массо, ставшим олимпийским чемпионом в паре с Алёной Савченко в 2018 году. Аналогично считает и сам Массо, который отмечал, что Жан-Франсуа стал его тренером, когда тому было семь лет, и сразу же он помог ему обрести высокие цели.
Бывший фигурист клуба ACSEL в Кане рассказал, что «Его [Балестра] очень ценили как за человеческие качества, так и за тренерскую работу», при этом он отметил, что Балестр занимался круглыми днями, что казалось невыносимо сложной работой.